# Boyd Gordon
Boyd Gordon (* 19. Oktober 1983 in Unity, Saskatchewan) ist ein ehemaliger kanadischer Eishockeyspieler, der im Verlauf seiner Karriere zwischen 1999 und 2017 unter anderem 758 Spiele für die Washington Capitals, Phoenix bzw. Arizona Coyotes, Edmonton Oilers und Philadelphia Flyers in der National Hockey League auf der Position des Centers bestritten hat. Seinen größten Karriereerfolg feierte Boyd jedoch in Diensten der Hershey Bears mit dem Gewinn des Calder Cups der American Hockey League im Jahr 2006.

## Karriere
Der 1,83 m große Center begann seine Karriere in der kanadischen Juniorenliga Western Hockey League bei den Red Deer Rebels, mit denen er 2001 auch den Memorial Cup gewinnen konnte. In seiner letzten Juniorsaison 2003 stand er zudem im WHL East First All-Star Team. Beim NHL Entry Draft 2002 wurde Gordon schließlich als 17. in der ersten Runde von den Capitals ausgewählt.
Während der Saison 2003/04 gab der Rechtsschütze sein NHL-Debüt für die Capitals. Bis 2006, wie auch während der Lockout-Saison 2004/05 spielte Gordon jedoch auch immer wieder bei den AHL-Farmteams von Washington, mit den Hershey Bears gewann er 2006 den Calder Cup, die Meisterschaft der American Hockey League. Auch wegen der dort gezeigten Leistungen stand Boyd Gordon ab der Spielzeit 2006/07 im NHL-Stammkader der Washington Capitals.
Am 1. Juli 2011 unterzeichnete er einen Kontrakt für zwei Jahre bei den Phoenix Coyotes. Anschließend einigte er sich im Juli 2013 auf einen Dreijahresvertrag mit den Edmonton Oilers. Im Juni 2015 kehrte er schließlich zu den inzwischen umbenannten Arizona Coyotes zurück, als er gegen Lauri Korpikoski getauscht wurde. Die Coyotes verlängerten seinen nach der Saison 2015/16 auslaufenden Vertrag nicht, sodass er sich im Juli 2016 als Free Agent den Philadelphia Flyers anschloss. Dort beendete er schließlich seine aktive Karriere.

## Erfolge und Auszeichnungen
| - 2001 President’s-Cup-Gewinn mit den Red Deer Rebels - 2001 Memorial-Cup-Gewinn mit den Red Deer Rebels - 2002 Teilnahme am CHL Top Prospects Game | - 2003 Brad Hornung Trophy - 2003 WHL East First All-Star Team - 2006 Calder-Cup-Gewinn mit den Hershey Bears |

### International
- 2003 Silbermedaille bei der U20-Junioren-Weltmeisterschaft

## Karrierestatistik

### International
Vertrat Kanada bei:
- U20-Junioren-Weltmeisterschaft 2003

(Legende zur Spielerstatistik: Sp oder GP = absolvierte Spiele; T oder G = erzielte Tore; V oder A = erzielte Assists; Pkt oder Pts = erzielte Scorerpunkte; SM oder PIM = erhaltene Strafminuten; +/− = Plus/Minus-Bilanz; PP = erzielte Überzahltore; SH = erzielte Unterzahltore; GW = erzielte Siegtore; 1 Play-downs/Relegation; Kursiv: Statistik nicht vollständig)